# Wallace Oliveira dos Santos
Wallace Oliveira dos Santos, mais conhecido como Wallace (Rio de Janeiro, 1 de maio de 1994), é um futebolista brasileiro que atua como lateral-direito.

## Clubes

### Fluminense
O jovem lateral-direito do Fluminense é uma das promessas do Tricolor. Chegou às divisões de base do clube em 2005 e foi um dos destaques da Seleção Brasileira no Sul-Americano sub-17, em 2011. As comparações com o lateral esquerdo Marcelo, hoje no Real Madrid, são inevitáveis. Wallace chama a atenção de todos por sua grande qualidade técnica – dribles e velocidade no ataque – e vigor físico. Depois da passagem  pela Seleção Brasileira, Wallace foi integrado à equipe principal do Fluminense a pedido do técnico Abel.Fez o seu primeiro gol pelo Fluminense contra o Bahia vencendo o jogo por 4 a 0 no Engenhão.

### Chelsea
Em 7 de novembro de 2012, Chelsea contratou Wallace por 14,3 milhões. O Clube inglês já detinha 40% dos direitos do atleta.Mas se transferiu para o clube inglês depois da Libertadores de 2013.

### Vitesse
Em Junho de 2014 foi anunciado um novo empréstimo do lateral, que defenderá o Vitesse na temporada 2014-15.

### Grêmio
Wallace Oliveira foi apresentado em janeiro de 2016 como reforço do Grêmio. O jogador chegou a Porto Alegre por empréstimo do Chelsea. Essa foi a quarta vez que o clube inglês emprestou o jogador em três anos. O lateral-direito chegou ao clube gremista como substituto de Rafael Galhardo, que foi vendido ao Anderlecht, da Bélgica.

### Figueirense
Dia 20 de Janeiro de 2019 foi anunciado a contratação do Wallace Oliveira pelo Figueirense para disputar a série B do Campeonato Brasileiro de Futebol.

## Seleção nacional

### Seleção Sub-20
Fez sua primeira partida na seleção brasileira sub-20 contra o Equador em uma empate por 1 a 1 no dia 10 de Janeiro de 2013.[carece de fontes?] Na segunda partida começou como titular mas sua equipe perdeu o jogo por 3 a 2 para o Uruguai.

## Títulos
Fluminense
- Taça Guanabara: 2012
- Campeonato Carioca: 2012
- Campeonato Brasileiro: 2012

Seleção Brasileira
- Campeonato Sul-Americano Sub-17: 2011

Grêmio
- Copa do Brasil: 2016